# 九州農政局大分県拠点
九州農政局大分県拠点（きゅうしゅうのうせいきょくおおいたけんきょてん）は、農林水産省の地方支分部局である九州農政局（熊本市）の出先機関。

## 主たる業務
大分県内における農業者の経営安定に関する業務全般を担当する。
2015年10月に行われた農水省の組織見直しにより、「九州農政局大分農政事務所」→「九州農政局大分地域センター」から「九州農政局大分県拠点」に改められ、消費者に関する分野は九州農政局本局に業務統合された。

## 組織
- 大分県拠点（大分市中島西一丁目）

## 管内事務所・事業所
- 大野川上流農業水利事業所（竹田市大字飛田川）
- 駅館川農地整備事業所（宇佐市大字石田）
- 西国東海岸保全事業所（豊後高田市中真玉）